# Stanisław Jędrusiak
Stanisław Jędrusiak (ur. 5 listopada 1926 w Wesołówce, zm. 27 lipca 2008 w Gliwicach) – polski wojskowy, major ludowego Wojska Polskiego.

## Życiorys
W czasie okupacji niemieckiej w wieku 15 lat musiał podjąć pracę jako robotnik. Do służby wojskowej został powołany w 1947 roku i wcielony do 41 pułku piechoty. Dalszą służbę odbywał w 8 Brygadzie WOP. Po podjęciu decyzji o pozostaniu w służbie zawodowej, w stopniu plutonowego skierowany do Oficerskiej Szkoły Wojsk Ochrony Pogranicza, którą ukończył w 1951 roku w stopniu podporucznika. Dalszą służbę pełnił w 9 Brygadzie WOP i OS WOP, 4 Brygadzie WOP na stanowisku dowódcy kompanii, następnie dowodził strażnicą WOP Trzebina. W 1971 roku ze względu na stan zdrowia odszedł w stan spoczynku. Po odejściu z wojska pracował w Prezydium Miejskiej Rady Narodowej w Prudniku, następnie w PSS „Społem” w Gliwicach. W 1981 roku został członkiem komitetu założycielskiego, był wiceprezesem Koła nr 6 ZBŻZ w Gliwicach. 
Zmarł 27 lipca 2008 roku w Gliwicach. Pochowany został na Centralnym Cmentarzu Komunalnym w Gliwicach.

## Ordery i odznaczenia
- Krzyż Kawalerski Orderu Odrodzenia Polski
- Złoty Krzyż Zasługi
- Srebrny Krzyż Zasługi
- Medal 25-lecia ZBŻZiORWP